# 飯田エフエム放送

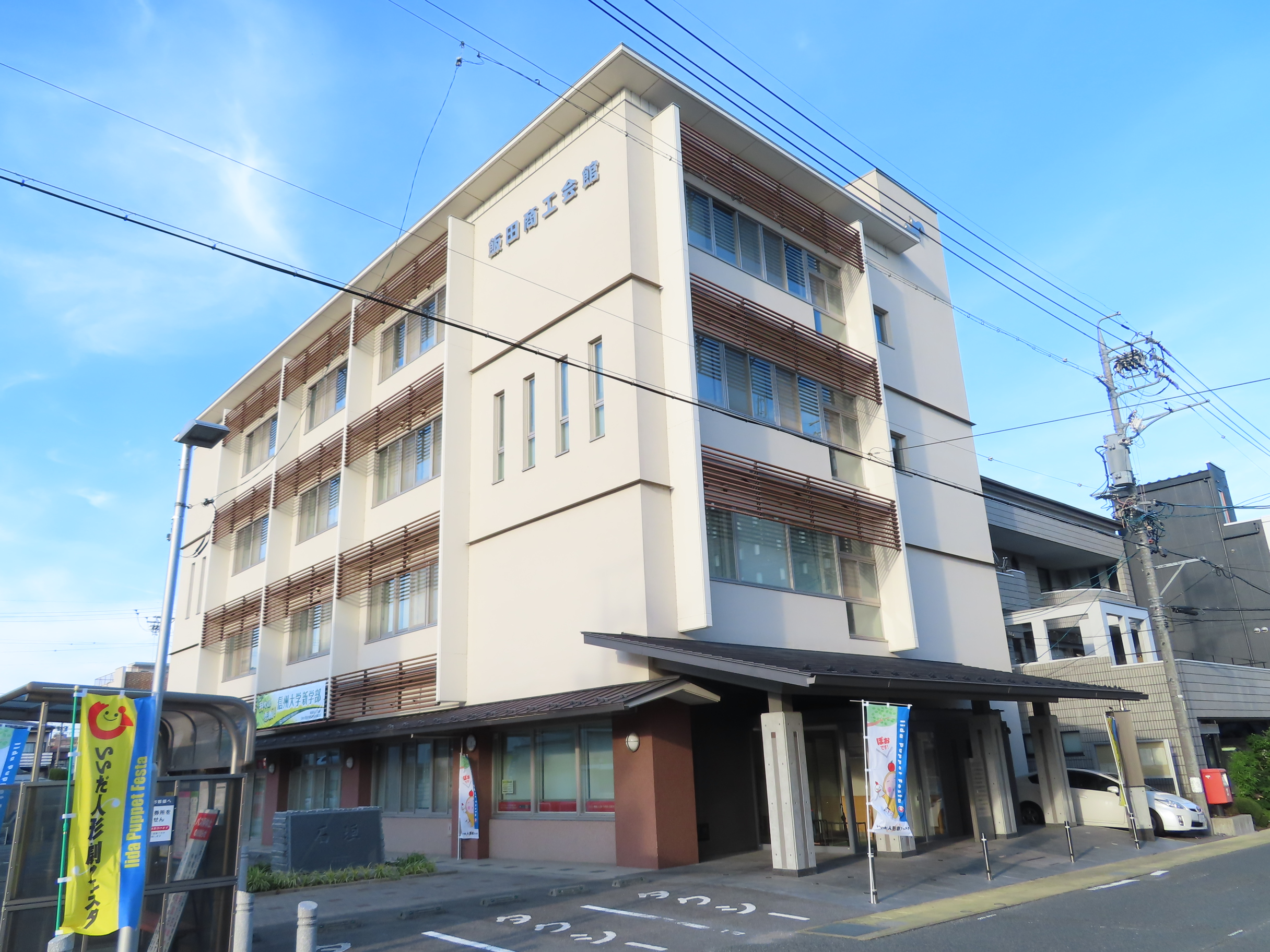
本社・スタジオが入居する飯田商工会館ビル（2022年7月）

飯田エフエム放送株式会社（いいだエフエムほうそう）は、長野県飯田市、下伊那郡喬木村及び高森町の各一部地域を放送対象地域として超短波放送（FM放送）をする特定地上基幹放送事業者である。
i（アイ）ステーションの愛称でコミュニティ放送を行っている。

## 概要
2001年（平成13年）開局。地元の広告代理店、エージェンシー広宣及びながのアド・ビューロなどが中心になり、2000年（平成12年）に免許人とすべく株式会社を設立。翌2001年（平成13年）に開局した。前述の2社がマスメディア集中排除原則にいう支配関係にある。
本社・演奏所（スタジオ）は、当初はりんご並木通り南端の飯田市知久町にあったが、飯田商工会館建替えにあわせ、2014年（平成26年）に同市常盤町に移転した。商工会館1階にスタジオ、2階に事務所がある。
送信所は飯田市本町のトップヒルズ本町屋上にあり、周波数76.3MHz、空中線電力は20Wで、放送区域は飯田市、喬木村、高森町の各一部地域。サービスエリアは飯田市周辺と称している。2016年（平成28年）には、遠山中継局を飯田市南信濃和田に開設した。周波数76.3MHz、空中線電力は5Wで放送区域は飯田市の一部（遠山地区）。飯田市の遠山郷地域は本町の親局との間に伊那山地が横たわり聴取不能であったため、開局以来飯田ケーブルテレビで再送信を行っていたが、遠山中継局の開局により聴取可能となった。
インターネット配信はFM++による。
エフエム豊橋（豊橋市）や浜松エフエム放送（浜松市）との交流が盛んであり、三局のパーソナリティやスタッフが共同で公開生放送をすることもある。『もっと!三遠南信情報局』は三局共同制作番組である。
飯田市・周辺町村や飯田国道事務所とは災害時の緊急放送に関する協定を締結している。

## 沿革
- 2001年（平成13年）
  - 5月1日 - 飯田エフエム放送株式会社設立。
  - 7月27日 - 放送局の予備免許を取得[12]。
  - 9月26日 - 放送局の免許取得[3][13]。
  - 10月15日 - 開局[13]。周波数の76.3MHzにちなみ午前7時6分3秒に放送開始[4]。
- 2007年（平成19年）8月22日 - 飯田市と「飯田市災害緊急放送に関する協定」を締結[6]。
- 2013年（平成25年）1月1日 - JCBAインターネットサイマルラジオとFM++によるインターネット配信を開始。
- 2014年（平成26年）2月24日 - 本社・スタジオを飯田市知久町から同市常盤町に移転[2]。
- 2016年（平成28年）
  - 10月12日 - 遠山中継局の予備免許取得[5]。
  - 10月14日 - 遠山中継局の免許取得[14]。
- 2017年（平成29年）
  - 6月23日 - 松川町・豊丘村と災害緊急放送に関する協定を締結[7]。
  - 7月28日 - 高森町と「高森町災害緊急放送に関する協定」を締結[8][9]。
  - 10月28日 - 阿南町・阿智村・下條村と災害緊急放送に関する協定を締結[10]。
- 2019年（平成31年）4月4日 - 飯田国道事務所と「災害時における災害緊急放送に関する協定」を締結[11]。
- 2020年（令和2年）1月31日 - JCBAインターネットサイマルラジオによるインターネット配信を廃止[15][16]。

## 主な制作番組
2025年（令和7年）7月現在
生放送
- サニーサイドアップ◎（月曜 - 金曜 7:00 - 8:45）
  - 7:20 飯田経済新聞ハッピーニュースタイム（火・木）
  - 7:24 今日も楽しく活脳体操
  - 7:40 飯田キャッチ!The wave
  - 7:53 占いBOX7643
  - 8:18 なんでも労働相談（第2・4木）
  - 今週のおめざ（火）
- ひるテラス（月曜 - 金曜 12:00 - 12:45）
  - 12:15 ウィークエンドお買い得情報（金）
  - 12:20 ワールドリコーダー（月）
  - 12:16 JAみなみの風〜しあわせの種〜（水）
- For Your Times（月曜 - 金曜 17:00 - 18:45）
  - 17:15 Weekend Fun（第4金）
  - 17:20 遠山郷からこんにちは（月1回・火）
  - 17:23 南信州ガンズ倶楽部（水）
  - 17:43 成長 実感 塾時間（木）
  - 17:52 週刊ファイターズ（金）
  - 18:18 ワールドリコーダー（第2・4金）
- ゆた・きの喫茶室（月曜 13:00 - 14:30）
- ビビビ ビーナス（金曜 13:00 - 13:30）
- どようはど〜よ!（土曜 10:00 - 12:00）
  - 11:30 広報 （飯田市）
  - 11:40 棚田健治の匠天龍鮎日記（第2・4）

収録
- かざこし歳時記（月 - 金曜　8:45 - 9:00、再放送：12:45 - 13:00、18:45 - 19:00）※ 市民生活に密着した情報や、地域の公民館活動・文化事業・イベントなど身近な市民の声をお届け。
- 今週のおめざ（木曜　13:00 - 13:30）※ 毎週火曜日「サニーサイドアップ」の、8:20～放送の「今週のおめざ」を再編集してお届け。
- MUSIC SALON 763（金曜 22:00 - 22:30）※飯田下伊那在住の舞台系アーティスト等のゲストに招きながら、トークする。
- コトコト揺られて飯田線（金曜 22:30 - 23:00）
- Weekly かざこし（土曜・日曜 17:00 - 18:00）
- 外国語広報（土曜・日曜 18:00 - 18:30）※中国語・ポルトガル語・英語の順番で飯田市の広報をお届け
- ピックアップ市議会（第2週土曜 18:30 - 19:00）※第2週日曜は再放送。

## かつて制作していた番組
- Wake up Radio（月曜 - 金曜 6:30 - 9:00）
- ハイ!から～ハイ!飯田下伊那から（月曜 - 金曜 11:00 - 13:30）
- レディ GO!!（水曜 - 金曜 15:00 - 16:30）
- 1st～いちスタ（月曜 - 金曜 16:30 - 20:00）
- 半生の読み語り劇場（月曜 - 金曜 21:30 - 22:00、再放送あり）
- モーニングパレット（月曜 - 金曜 7:00 - 9:00）
- 南信州 EAT-ころ（月曜 11:30 - 14:00）
- アイステ まちづくり応援団（火曜 11:30 - 14:00）
- ゆたかさのゆうゆうトーク（水曜 11:30 - 14:00）
- こどもといっしょ おさんぽ日和（木曜 11:30 - 14:00）
- はなきん。（金曜 11:30 - 14:00）
- report-ターミナル（月曜 - 木曜 17:00 - 19:30）
- おいでよ!LOVE★飯田パラダイス（木曜 19:20 - 19:30）
- こちら りんご並木の街放送局 ～こちりん～（金曜 16:30 - 20:00）
- 心のふるさと～飯田下伊那小中学校歌～（土曜 17:45 - 18:00、日曜の同時間帯に再放送）
- かざこし歳時記　飯田市からの広報コーナー（月曜 - 木曜 7:05 - 7:18、12:40 - 12:53、再放送あり）

その他の時間帯にはJ-WAVEの番組をネットすることが多い。

## ポムとピム
イメージキャラクター。愛称ともども県内外からの公募により決定した。飯田はりんごの街でもあることから情報をキャッチしたり発信するアンテナのついた、りんごの妖精をイメージしている。愛称は、男の子はりんごのフランス語「ポム」から、女の子はポムと語呂のいい「ピム」となった。森の仲間は全部で四人だが残りの二人は名前が無い。